# 능티다 소폰
능티다 소폰(태국어: หนึ่งธิดา โสภณ, 영어: Nuengthida Sophon, 1992년 5월 8일 ~ )은 태국의 배우, 가수이다.

## 출연 작품
- 어 기프트 (2016)
- 에코 플래닛 3D : 지구 구출 특급 대작전 (2012)
- 헬로 스트레인저 (2010)